# Dariusz Szubert
Dariusz Szubert (ur. 31 października 1970 w Białogardzie) – polski piłkarz występujący na pozycji pomocnika, reprezentant kraju, wicemistrz olimpijski 1992, trener.

## Kariera piłkarska
Dariusz Szubert karierę piłkarską rozpoczął w 1986 roku w Iskrze Białogard, w którym grał do 1987 roku. Następnie w latach 1987–1994 reprezentował barwy Pogoni Szczecin, w barwach którego zadebiutował w ekstraklasie dnia 19 marca 1988 roku w przegranym 2:0 meczu wyjazdowym z Górnikiem Zabrze zastępując w 89. minucie Jacka Krzysztolika. W sezonie 1988/1989 spadł z zespołem do II ligi, by w sezonie 1991/1992 awansować do ekstraklasy. Dnia 19 sierpnia 1992 roku w zremisowanym 1:1 meczu u siebie z Widzewem Łódź strzelił swoją pierwszą bramkę w ekstraklasie.
Następnie wyjechał za granicę reprezentować barwy następujących klubów: niemieckiego FC St. Pauli (1994–1996), VfB Oldenburga (1996–1997), szwajcarskiego FC Zürich (1997), belgijskiego SK Lommel (1997–1999).
Następnie wrócił do Pogoni Szczecin, którego barwy reprezentował w latach 1999–2001. Potem został zawodnikiem Widzewa Łódź, w którym w sezonie 2001/2002 rozegrał tylko 1 mecz ligowy – dnia 9 marca 2002 roku wygranym 0:1 meczu wyjazdowym z Groclinem Dyskobolia Grodzisk Wielkopolski w 46. minucie został zastąpiony Marcina Morawskiego, po czym wrócił do Portowców, w którym dnia 31 maja 2003 roku rozegrał swój ostatni mecz w ekstraklasie, w którym Portowcy przegrali 0:1 na wyjeździe ze Szczakowianką Jaworzno. W 2004 roku został zawodnikiem niemieckiego 1.FC Germania Egestorf/Langreder, w którym jesienią 2007 roku w wieku 37 lat zakończył piłkarską karierę. Łącznie w ekstraklasie rozegrał 108 meczów, w których strzelił 16 bramek.

## Kariera reprezentacyjna
Dariusz Szubert z olimpijską reprezentacją Polski na turnieju olimpijskim 1992 w Barcelonie zdobył srebrny medal, mimo że na turnieju nie rozegrał żadnego meczu. W seniorskiej reprezentacji Polski rozegrał 3 mecze. Debiut zaliczył dnia 23 marca 1994 roku na National Kaftanzogleio Stadium w Salonikach w bezbramkowo zremisowanym meczu towarzyskim z reprezentacją Grecji, zastępując w 80. minucie Adama Fedoruka, a ostatni mecz rozegrał dnia 17 maja 1994 roku na stadionie GKS Katowice w Katowicach w przegranym 3:4 z reprezentacją Austrii, w którym zastąpił w 16. minucie Marka Leśniaka, a w 37. minucie został zastąpiony przez Arkadiusza Kubika.

## Statystyki

### Reprezentacyjne
| Reprezentacja narodowa | Rok     | Występy | Gole |
| ---------------------- | ------- | ------- | ---- |
| Polska                 |         |         |      |
| 1994                   | 3       | 0       |      |
| Łącznie                | Łącznie | 3       | 0    |

### Mecze w reprezentacji
| Lp. | Data       | Miejsce                                  | Przeciwnik | Wynik | Rozgrywki       |
| --- | ---------- | ---------------------------------------- | ---------- | ----- | --------------- |
| 1.  | 23.03.1994 | National Kaftanzogleio Stadium, Saloniki | Grecja     | 0–0   | Mecz towarzyski |
| 2.  | 04.05.1994 | Stadion Miejski Hutnik Kraków, Kraków    | Węgry      | 3–2   | Mecz towarzyski |
| 3.  | 17.05.1994 | Stadion GKS Katowice, Katowice           | Austria    | 3–4   | Mecz towarzyski |

## Sukcesy

### Pogoń Szczecin
- Awans do ekstraklasy: 1992

### Reprezentacja
- Wicemistrzostwo olimpijskie: 1992

## Kariera trenerska
Dariusz Szubert po zakończeniu kariery piłkarskiej rozpoczął karierę trenerską. Od dnia 1 kwietnia do dnia 30 czerwca 2015 roku był trenerem klubu Regionalligi niemieckiej – Goslarer SC.